# ستيف غرين (لاعب كرة قاعدة)
ستيف غرين هو لاعب كرة قاعدة كندي، ولد في 26 يناير 1978 في Greenfield Park, Quebec ‏ في كندا.

## وصلات خارجية
- ستيف غرين على موقعبيزبول رفرنس.كوم (الدوري الرئيسي) (الإنجليزية)
- ستيف غرين على موقعبيزبول رفرنس.كوم (الدوري الثانوي) (الإنجليزية)
- ستيف غرين على موقع مشجعي الرسوم البيانية (الإنجليزية)
- ستيف غرين على موقع أوليمبيديا (الإنجليزية)